# Heinrich von Sybel

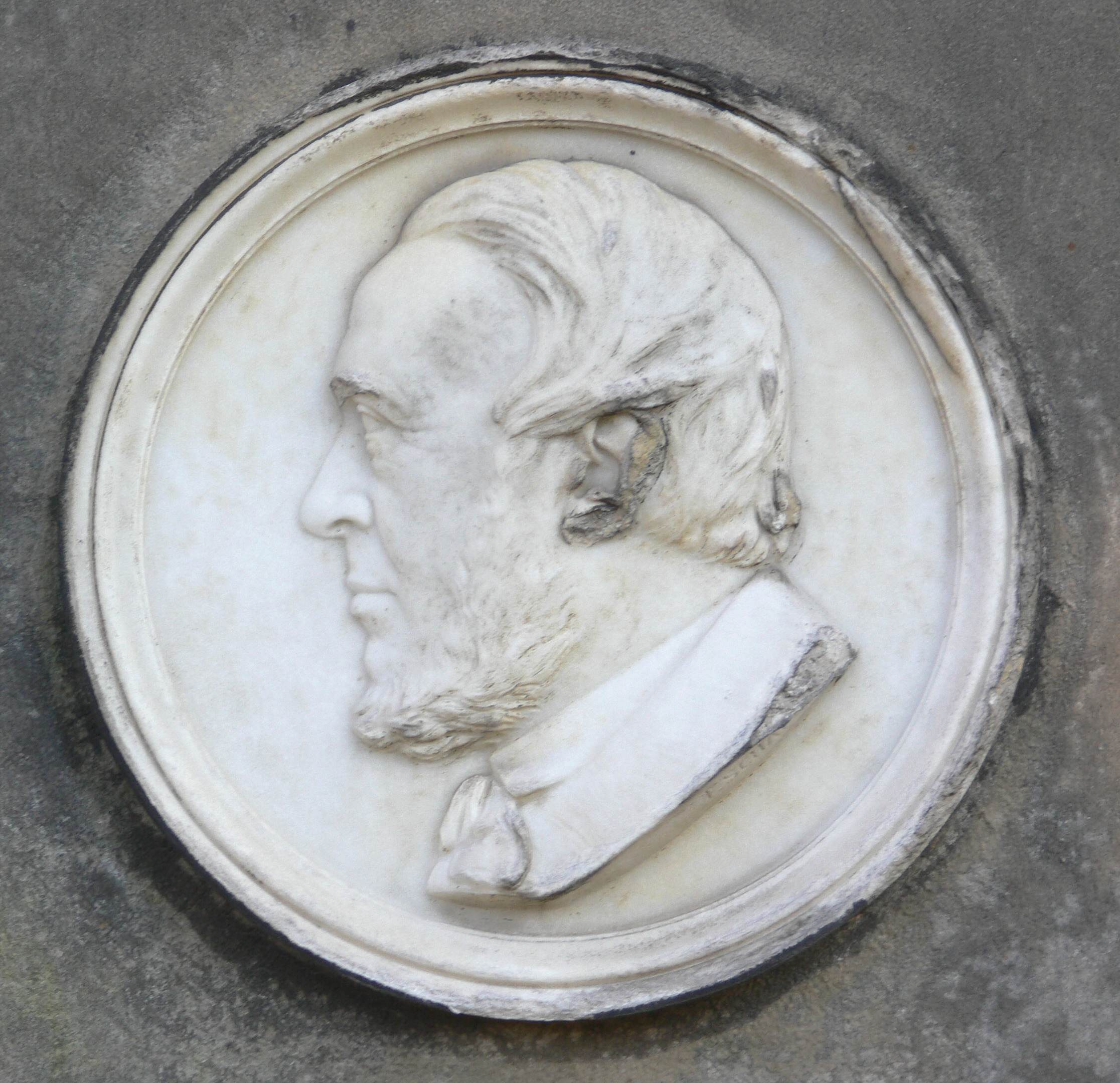
Médaillon gravé sur sa pierre tombale à Berlin-Schöneberg.

Heinrich von Sybel, né Heinrich Karl Ludolf von Sybel le 2 décembre 1817 à Düsseldorf et mort le 1er août 1895 à Marbourg, est un historien et politicien allemand.

## Formation
Heinrich von Sybel est issu d'une famille de pasteurs protestants établie à Soest (en Westphalie) et anoblie en 1831. Après avoir obtenu son diplôme de fin d'études (Abitur), il a commencé à Berlin, en 1834, des études d'histoire, et fut l'élève de l'historien Leopold von Ranke. Passionné par l'histoire de France, le Moyen Âge et la langue française, il passa son doctorat d'histoire à l'Université de Bonn sur une thèse portant sur la Première croisade et les rôles respectifs de Pierre l'Ermite et Godefroy de Bouillon.

## Enseignement
En 1845, il fut nommé professeur d'histoire à l'Université de Marbourg. En 1846, il a un fils, Ludwig von Sybel qui deviendra archéologue et historien de l'art.
En 1856, il est nommé professeur d'histoire à l'Université Louis-et-Maximilien de Munich. Il y fonde la Historische Zeitschrift (la Revue historique) qu'il dirigera jusqu'à sa mort. Avec Leopold von Ranke, ils fondent la « Commission historique à l'Académie bavaroise des sciences ». Il travaille également avec l'historien Georg Voigt et certains de ses élèves tels que Hans Delbrück et Wilhelm Maurenbrecher.
En 1861, Heinrich von Sybel est nommé à l'université de Bonn et devient membre de l'Académie bavaroise des sciences.
En 1869, il rédige un volumineux ouvrage sur l'Histoire de l’Europe pendant la Révolution française.
En 1875, il devient le conservateur des archives  de la Prusse. La même année, il est élu membre de l'Académie des Sciences de Berlin.
Heinrich von Sybel porte une analyse historique sur la légitimité de l'Empire allemand. Il met en avant sa recherche historique sur l'objectivité de l'histoire et la neutralité politique. Il est, à côté de l'historien Johann Gustav Droysen (1808-1884), l'autre grand spécialiste de l'histoire de la Prusse. Il s'opposa sur l'Unité allemande à l'historien austro-allemand Julius von Ficker, partisan d'une Allemagne élargie : selon von Sybel, en effet, la politique italienne des empereurs d'Allemagne était désastreuse dans la mesure où elle avait empêché la formation d'un empire authentiquement allemand.

## Politique
Heinrich von Sybel se lance dans la politique et soutient le mouvement libéral. Il est membre du pré-Parlement de Francfort entre le 31 mars et le 3 avril 1848. Il est également membre de l'Assemblée des États de Hesse-Cassel en 1850, puis participe au parlement de l'Union à Erfurt après l'échec du pré-parlement de Francfort.
De 1862 à 1864, puis de 1874 à 1880, il est membre de l'assemblée de la Confédération de l'Allemagne du Nord.